# Табличный исламский календарь
Табличный исламский календарь (например, календарь Фатимидов или Мисри) представляет собой вариант исламского календаря, основанный на правилах. Он имеет ту же нумерацию лет и месяцев, но месяцы определяются по арифметическим правилам, а не с помощью наблюдений или астрономических расчётов. Он был разработан ранними мусульманскими астрономами второго века хиджры (VIII век нашей эры), чтобы обеспечить предсказуемую временную основу для расчёта положения Луны, Солнца и планет. Сейчас историки используют его для преобразования исламской даты в григорианский календарь, когда нет другой информации (например, дня недели). Его календарная эра — год хиджры.
Он используется некоторыми мусульманами в повседневной жизни, особенно в общинах исмаилитов и шиитов, полагая, что этот календарь был разработан Али . Считается, что когда Али составил этот календарь, предыдущие события более ранних пророков также соответствовали этому календарю. Они верят, что все имамы Фатимидов и их да’и следовали этой традиции.
В каждом году 12 месяцев. В нечётных месяцах 30 дней, а в чётных — 29 дней, за исключением високосного года, когда в 12-м и последнем месяце Зу Аль-Хиджа 30 дней.

## Вставные схемы

### 30-летний цикл
В наиболее распространённой форме в 30-летнем цикле 11 високосных лет. Учитывая, что в среднем в году 354 11/30 дней, а в обычном году — 354 дня, в конце первого года 30-летнего цикла остаток составляет 11/30 дней. Если остаток превышает половину дня (15/30 дней), к этому году добавляется високосный день, уменьшая остаток на один день. Таким образом, в конце второго года остаток будет составлять 22/30 дней, что сокращается до −8/30 дней високосным днем. Согласно этому правилу, високосными годами являются 2, 5, 7, 10, 13, 16, 18, 21, 24, 26 и 29 года 30-летнего цикла. Если високосные дни добавляются всякий раз, когда остаток равен или превышает полдня, тогда все високосные годы одинаковы, за исключением 15, заменяющего 16 шестым длинным годом за цикл.
Сообщество исмаилитов-таййибитов откладывает три високосных дня на один год: третий — до 8 года, седьмой — до 19 года и десятый — до 27 года в их 30-летнем цикле. Есть ещё одна версия, в которой, кроме того, четвёртый високосный день переносится на 11-й год, а последний високосный день приходится на последний год 30-летнего цикла.
Средний месяц составляет 29 191/360 дней = 29,5305555 … дней, или 29 дней 12 часов 44 минуты. Поэтому через 2500 солнечных лет или 2570 лунных лет накапливается один день. Табличный исламский календарь также отклоняется от календаря, основанного на наблюдениях, в краткосрочной перспективе по разным причинам.
Кувейтский алгоритм Microsoft используется в Windows для преобразования дат григорианского календаря в даты исламского календаря. Не существует заранее установленного фиксированного соответствия между алгоритмическим григорианским солнечным календарём и исламским лунным календарём, определяемым фактическими наблюдениями. В попытке сделать преобразования между календарями в некоторой степени предсказуемыми, Microsoft утверждает, что создала этот алгоритм на основе статистического анализа исторических данных из Кувейта . По словам Роба ван Гента, так называемый «кувейтский алгоритм» — это просто реализация стандартного алгоритма табличного исламского календаря, используемого в исламских астрономических таблицах с XI века.
| Долгие лунные годы | Долгие лунные годы | Долгие лунные годы | Долгие лунные годы | Долгие лунные годы | Долгие лунные годы | Долгие лунные годы | Долгие лунные годы | Долгие лунные годы | Долгие лунные годы | Долгие лунные годы | Происхождение или использование                                                                              |
| ------------------ | ------------------ | ------------------ | ------------------ | ------------------ | ------------------ | ------------------ | ------------------ | ------------------ | ------------------ | ------------------ | --- |
| 2                  | 5                  | 7                  | 10                 | 13                 | 15                 | 18                 | 21                 | 24                 | 26                 | 29                 | Кушьяр ибн Лаббан, Улугбек, Такиюддин Аш-Шами                                                                |
| 2                  | 5                  | 7                  | 10                 | 13                 | 16                 | 18                 | 21                 | 24                 | 26                 | 29                 | Аль-Фазари, Аль-Хорезми, Аль-Баттани, Толедские таблицы, Альфонсовы таблицы, Microsoft «Кувейтский алгоритм» |
| 2                  | 5                  | 8                  | 10                 | 13                 | 16                 | 19                 | 21                 | 24                 | 27                 | 29                 | Календарь Бохора, Ибн Аль-Аждаби                                                                             |
| 2                  | 5                  | 8                  | 11                 | 13                 | 16                 | 19                 | 21                 | 24                 | 27                 | 30                 | Табаш Аль-Хасиб, Аль-Бируни, Элиас из Нисибиса                                                               |
| 2                  | 5                  | 8                  | 10                 | 13                 | 16                 | 18                 | 21                 | 24                 | 26                 | 29                 | Мухаммад ибн Фаттух Аль-Джаманири из Севильи                                                                 |

### 8-летний цикл
Табличные исламские календари, основанные на 8-летнем цикле (с 2, 5 и 8 високосными годами), также использовались в Османской империи и в Юго-Восточной Азии. Цикл содержит 96 месяцев из 2835 дней, что даёт среднюю продолжительность месяца 29,53125 дней, или 29 дней 12 часов 45 минут.
Хотя он менее точен, чем табличные календари, основанные на 30-летнем цикле, он был популярен из-за того, что в каждом цикле дни недели приходятся на одну и ту же календарную дату. Другими словами, 8-летний цикл длится ровно 405 недель, что в среднем составляет 4,21875 недель в месяц. Самый короткий эквивалент — 32 месяца за 945 дней. Это наилучшее возможное приближение полной недели с кратным 12 месяцам и менее чем 10000 дней (или 27 лет) на цикл:
- 443 недели или 1772 дня за 60 месяцев (то есть 5 лунных лет) — это слишком много при 29,5 3 днях в месяц.
- 8859 дней за 300 месяцев (то есть 25 лунных лет) или 4961 день в 168 месяцев (то есть 14 лет) слишком короткие, в среднем (чуть ниже) 29,53 дня в месяц. 3898 дней в 132 месяца (то есть 11 лет) даёт 29,5 30 дней в месяц. Все три цикла не содержат даже целого числа недель.
- 1447 недель из 343 месяцев составляют 10129 дней и средний месяц составляет 29,53061 суток.
- 502 недели из 119 месяцев составляют всего 3514 дней, а средний месяц — всего 29,5294 дня.

### 120-летний цикл
В Голландской Ост-Индии в начале 20-го века 8-летний цикл сбрасывался каждые 120 лет путём исключения вставочного дня в конце года, в результате чего средняя длина месяца была равна длине 30-летнего периода. циклы.